# 宅仔港慈德宮
慈德宮是臺灣臺南市學甲區宅仔港的一間廟宇，主祀為保生大帝，另也奉祀觀音佛祖、李府千歲、吳府千歲、黑虎將軍等神，而此廟於1966年創立的「十二婆姐陣」，是學甲慈濟宮刈香活動中重要的陣頭，同時此陣頭也獲得登錄為重要文化資產。

## 沿革
清道光年間有李姓先民落腳於學甲下社角進行開拓墾荒，並請自家鄉的保生大帝攜來供奉，其後陸續複有莊、黃、謝等姓氏先民移居來此並且搭寮而結成一小部落，日久之後成立爐主會制度予以輪祀，與此同時在每年在冬收之後便酬神祭典，並以擲筊方式來產生新爐主與頭家，遂逐漸形成一個祭祀雛形。
直至光緒22年（1896年）日人佔據臺灣，庄民便將大帝安奉於集會所供信眾膜拜，戰後於1953年由信眾募款集資，並藉由政府補助經費興建中山堂之政策，遂而在中山堂的中央予以規劃神龕，1955年11月11日舉行安座大典，同時並加祀觀音佛祖、李府千歲、吳府千歲、黑虎將軍等聖神，且奉玉勅賜封為慈德宮。
迨至1994年，因舊廟年久因而結構多已腐朽，庒頭中耆老們亦感到舊廟確實腐朽且場地狹窄無法容納眾多的信徒，故而倡議予以重建並成立重建委員會，經過本地居民集资建造，在三年后完成翻修，並於1997年9月11日舉行新廟入火安座大典。新廟建築主體為一棟二層樓的傳統廟宇，其底下一層為里民活動中心，建築的上層則為廟宇實體 - 慈德宮。

## 頗具特色的陣頭
為使慈濟宮在上白礁謁祖與刈香活動获取更多关注，於1966年成立十二婆姐陣，除了陣頭本身獲得登錄為文化資產外。其拥有十二婆姐陣元素的宅港國小舞蹈團在比赛上亦取得一定的成绩。
慈德宮的十二婆姐陣除了在一些宗教活動演出外，也會參加一些與民俗有關的活動，如臺南市政府與正統鹿耳門聖母廟和辦的迎春禮踩街。该历史悠久的阵头清代府城重要的傳統禮俗活動，在中斷了多年之後，於2017年复办。

## 照片資料

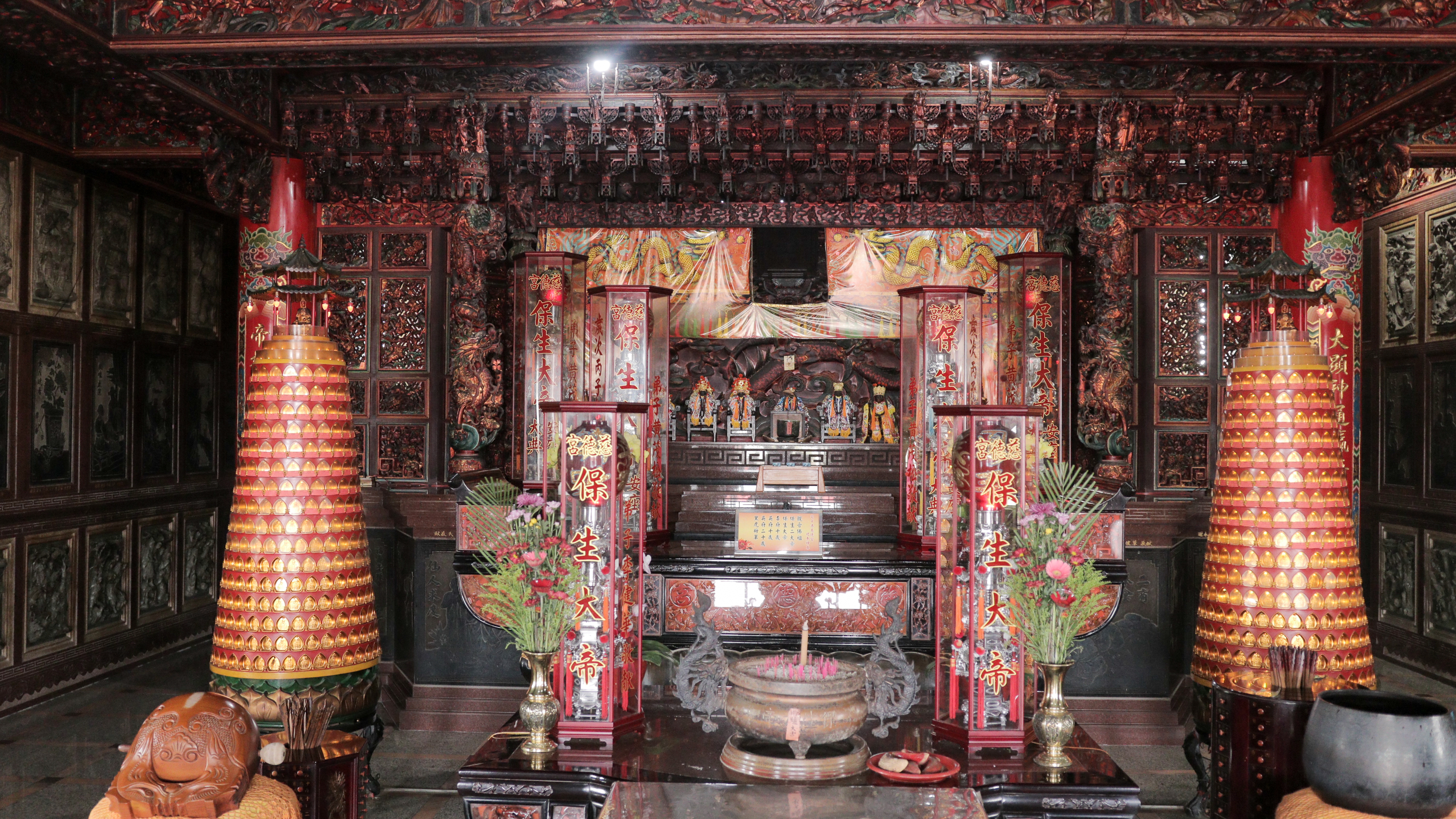
宅仔港慈德宮-神龕
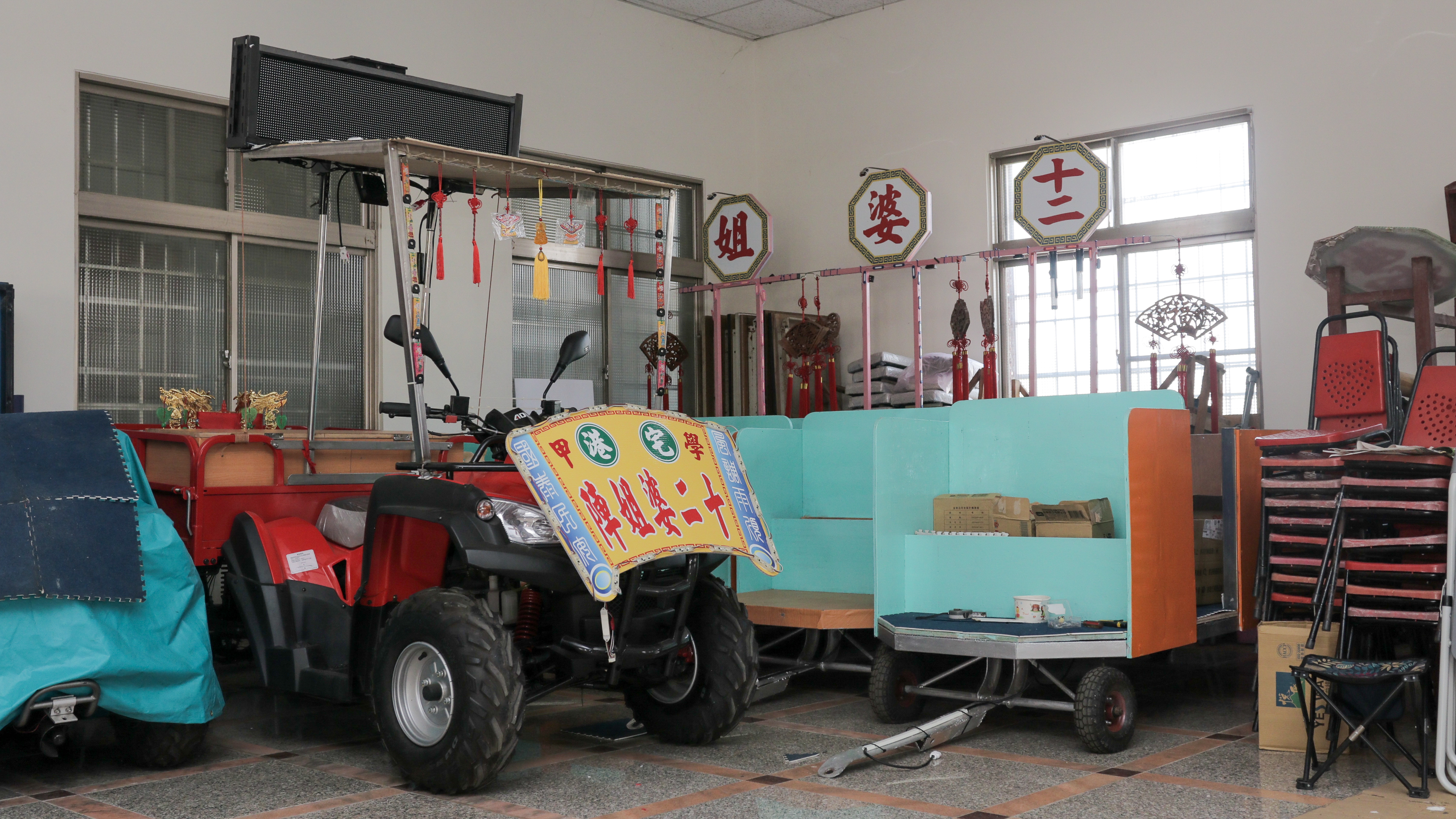
宅仔港慈德宮-十二婆姐陣用具

## 資料來源
1. 1 2  . 文化資源地理資訊系統.   [2023-09-18] （中文（臺灣））.
2. ↑  CYNET.TW. . 真晨報 | 你的事‧我的事‧真有這回事.   [2023-09-18].
3. ↑  . www.wowlavie.com.   [2023-09-18]. （原始内容存档于2023-09-08） （中文（繁體））.
4. ↑  . news.tnn.tw.   [2023-09-18].
5. ↑  . 蕃新聞. 2023-04-30  [2023-09-18]. （原始内容存档于2023-09-08）.
6. ↑  媒事．看新聞. . 媒事．看新聞. 2023-05-01  [2023-09-18]. （原始内容存档于2023-09-08） （中文（臺灣））.
7. ↑  拜好廟‧求好運. . 台南學甲香5000人遶境 申請列入國定民俗 | 拜好廟‧求好運-台灣寺廟參拜體驗分享.   [2023-09-18] （中文（臺灣））.
8. ↑  . Yahoo News. 2023-02-04  [2023-09-18]. （原始内容存档于2023-02-07） （中文（臺灣））.
9. ↑  聯合影音. . 聯合影音.   [2023-09-18]. （原始内容存档于2023-02-05） （中文（臺灣））.
10. ↑  JNEWS, 今傳媒. . 今傳媒 JNEWS.   [2023-09-18] （中文（臺灣））.